# Тимъти Копра
Тимъти Ленарт Копра (на английски: Timothy Lennart Kopra) e американски астронавт, участник в един космически полет и дълговременен престой в космоса по време на Експедиция 20 на МКС.

## Образование
Тимъти Копра завършва колежа McCallum High School в Остин, Тексас през 1981 г. Дипломира се като бакалавър по инженерни науки във Военната академия на САЩ, Уест Пойнт, Ню Йорк през 1985 г. През 1995 г. става магистър по аерокосмическо инженерство в Технологичния институт на Джорджия.

## Военна служба
Тимъти Копра постъпва на служба в USArmy след дипломирането си през май 1985 г. През август 1986 г. става армейски пилот. Зачислен е в елитната 101-ва въздушнопреносима дивизия като пилот на хеликоптер. През 1990 г. е прехвърлен в 3-та бронетанкова дивизия, базирана в Германия. През 1991 г. взема участие в бойните действия по време на Операция Пустинна буря. През 2006 г. завършва армейски генералщабен колеж в Пенсилвания. Напуска USArmy през ноември 2010 г.

## Служба в НАСА
Тимъти Копра започва работа в Космическия център Линдън Джонсън, Хюстън, Тексас през 1998 г. Избран е за астронавт от НАСА на 26 юли 2000 г., Астронавтска група №18. Взема участие в един космически полет. Има в актива си една космическа разходка с продължителност 5 часа и 32 минути. Получава назначение в последната мисия STS-133 на космическата совалка Дискавъри, но непосредствено преди полета претърпява инцидент, при който счупва бедрената си кост и е заменен в екипажа и от Стивън Боуен.

## Полет
Тимъти Копра лети в космоса като член на екипажа на една мисия:
| Космически полет на Тимъти Ленарт Копра                  | Космически полет на Тимъти Ленарт Копра | Космически полет на Тимъти Ленарт Копра | Космически полет на Тимъти Ленарт Копра | Космически полет на Тимъти Ленарт Копра       | Космически полет на Тимъти Ленарт Копра | Космически полет на Тимъти Ленарт Копра |
| №                                                        | Дата                                    | КК                                      | Емблема на мисията                      | Функции                                       | Продължителност                         |                                         |
| -------------------------------------------------------- | --------------------------------------- | --------------------------------------- | --------------------------------------- | --------------------------------------------- | --------------------------------------- | --------------------------------------- |
| 1                                                        | 15 юли 2009                             | „Индевър“, мисия STS-127                |                                         | Специалист на мисията, Бордови инженер на МКС | 58 денонощия 02 часа 50 минути          |                                         |
|                                                          | 11 септември 2009                       | „Дискавъри“, мисия STS-128              |                                         | Специалист на мисията                         | Приземяване с мисия STS-128             |                                         |
| Сумарно време в космоса – 58 денонощия 02 часа 50 минути |                                         |                                         |                                         |                                               |                                         |                                         |

## Награди
- Бронзова звезда;
- Медал за похвална служба (2);
- Въздушен медал;
- Медал за похвала на USArmy;
- Медал за постижения на USArmy;
- Медал за служба в USArmy;
- Медал за задгранична служба в USArmy;
- Медал за служба в националната отбрана;
- Медал за служба в Югозападна Азия;
- Медал на НАСА за изключителна служба;
- Медал на НАСА за участие в космически полет.